# Мусатов, Александр Арсеньевич
Александр Арсеньевич Мусатов (1911—1995) — советский конструктор авиационных двигателей, лауреат Сталинской премии (1951).
Родился 12 марта 1911 года в городе Вильно.
В 1925 г. окончил семилетнюю школу в Москве, затем работал слесарем на автобазе.
В 1929 году поступил в Московский авиационный институт и учился там до 1936 года с перерывом 1934—1935, когда находился на зимовке на Земле Франца Иосифа в качестве моториста экспедиции.
В студенческий период прошёл обучение в парашютной и планерной школах, а после окончания МАИ - в школе лётчиков.
С 1936 по 1939 год работал инженером-конструктором и начальником конструкторской бригады в ЦИAM.
В октябре 1939 года переведен в КБ-2 МАИ (Рыбинское КБ моторостроения) на должность начальника бригады редуктора. С 1943 года ведущий конструктор мотора, с 1945 года заместитель главного конструктора. Принимал участие в создании поршневых моторов, турбореактивного двигателя ВД-5 и, частично, двигателя ВД-7.
С 1955 года заместитель главного конструктора ОКБ-16 (Казань) (главный конструктор П. Ф. Зубец).
Лауреат Сталинской премии (1951) — за участие в создании комбинированного мотора ВД-4к.